# Victor Sartre
Pour les articles homonymes, voir Sartre (homonymie).
Victor Alphonse Marie Sartre est un évêque catholique français, personnage marquant de l’histoire de l’Église de Madagascar. Il a consacré toute sa vie à l’évolution du peuple malgache.
Né le 23 septembre 1902 à Saint-Denis-en-Margeride, en Lozère (France), il est décédé le 13 octobre 2000 à Analamahitsy (Madagascar) à l’âge de 98 ans. Il était le doyen des évêques français.

## Biographie

### Jeunesse
Né le 23 septembre 1902 à Saint-Denis-en-Margeride, en Lozère (France) dans une famille paysanne de 13 enfants (dont 11 vécurent) 2 prêtres et 3 religieuses. Il entre en 1917 au petit séminaire de Marvejols (Lozère), élève  studieux  et  intelligent  il   saute  2 classes  et   passe  son  baccalauréat en  fin  de  1ere,  puis en 1921 au grand séminaire de Mende (Lozère).
Après  le  service  militaire, il entre au Noviciat des Jésuites de Mons-Caussens (Gers) en 1924 puis en 1926 au Juvénat de Florennes (Belgique).
Il étudie la philosophie au Scolasticat de Vals-près-le-Puy (Haute-Loire) de 1927 à 1929.
En 1929 et 1930, il entre à la Régence de Tivoli – Bordeaux (Gironde) puis retourne en Belgique pour étudier la théologie à Enghien de 1930 à 1934. Il sera ordonné prêtre dans la Compagnie de Jésus le 28 août 1932 à l'âge de trente ans.
De 1934 à 1935 : théologie  à  Enghien   puis  à Saint-Acheul
De 1935 à 1937,  Biennium  pour l'agrégation de théologie à la Grégorienne à Rome.

### Évêque à Madagascar
En juin et juillet 1937, il fera un pèlerinage sur les Lieux Saints à Jérusalem avant de s’embarquer pour Madagascar le 11 août 1937 où il exercera en tant que professeur de théologie pour les scolastiques et les séminaristes de 1937 à 1942.
En 1941 : il enseigne l'écriture sainte, prend en charge le syndicat chrétien et exerce la fonction de père spirituel au collège  Saint-Michel de  Madagascar.
De 1942 à 1948, il est nommé recteur du collège Saint-Michel (Madagascar), supérieur général des jésuites et en 1948, il est nommé vicaire  apostolique, d'Antananarivo et évêque de Vaga (de), sur l'île de Madagascar, alors colonie française.
En 1955, l'évêché d'Antananarivo devient archevêché, et Victor Sartre en est le premier archevêque.
En  1958  il  est nommé  archevêque  de Tananarive.
Alors que les Malgaches demandent l'indépendance, monseigneur Sartre écrit au pape Jean XXIII, en décembre 1959, qu'il « offrirait volontiers sa démission pour laisser la place à un prêtre du pays ». Il démissionne ainsi le 12 janvier 1960 pour laisser sa place à Mgr Jérôme Louis Rakotomalala.
Il est alors nommé archevêque titulaire de Beroë (de) (un diocèse disparu), et quitte Madagascar pour Rome afin de préparer le concile Vatican II en tant que membre de la Commission préparatoire des Missions de 1960 à 1962 avant de participer lui-même au IIe concile œcuménique du Vatican (Vatican II) de 1962 à 1965.
Pendant le concile, il va au Cameroun de 1963 à 1965 comme simple missionnaire et recteur du grand séminaire d'Otélé
De 1968 à 1970, il passe quelque temps sur l'île de La Réunion comme opérarius, avant de revenir à Madagascar où il exercera plusieurs missions :
- Professeur au grand séminaire d’Ambatoroka  (1970-1971)
- « Apprenti » broussard – comme il l'a défini lui-même – à Imerintsiatosika (1971-1972
- Vicaire à Ambatolamby puis à la disposition de la région (1972-1974)

Il a pris sa retraite à la Maison Saint Ignace en 1974 tout en continuant à aider les Malgaches :
-  Vicaire  à Ambatolampy  avec  les  prêtres diocésains jusqu'en  1984  (résident   Maison St  joseph)
-  vicaire  dans  la  région nord du  doyenné  d'Anjozorobe avec  les  pères  jésuites de  1984 à 1994.
.
Il est décédé le 13 octobre 2000 à Analamahitsy à 98 ans. Les Malgaches lui ont réservé des funérailles grandioses. (Adopté par la  population locale : la foule s'est prêtée à la traditionnelle fête et au repas des veillées  mortuaires durant  toute  la  nuit)    
Il repose à Ambiatibe, sous une dalle de granit  blanc  :  une  plaque  rappelle  son  nom  les  grandes  dates  de  sa  vie.

## Décorations
- 1956 : Chevalier de la Légion d’honneur
- 1965 :  Chevalier de l'ordre de la Valeur (Cameroun)
- 1968 : Officier de la Légion d’honneur

## Écrits
- Nombreux  écrits  et  articles (  + de  20) dont  "le Syndicalisme  Chrétien "  brochure  de  90 p Tananarive  1958,
- Le bienheureux Jacques Berthieu, 203 p, (ASIN B0014T9BCO)
- (en) Victor Sartre, Mémoires : pour l'histoire à Madagascar-- 1933-1990, Analamahitsy Antananarivo Paris, Editions Ambozontany Editions Karthala, 2008, 248 p. (ISBN 978-2-84586-989-9)

## Sources et références
1. ↑  Filigranes, Ports-Saint-Nicolas
2. ↑  Daniel Ralibera, Madagascar et le christianisme, p. 386, disponible sur (fr) Google Books